# Вила-да-Повуасан
Вила-да-Повуасан (порт. Vila da Povoação; [puvuɐ'sɐ̃ũ]) — посёлок городского типа в Португалии, центр одноимённого муниципалитета в составе автономного региона Азорские острова. Расположен на острове Сан-Мигел.
Численность населения — 2,4 тыс. жителей (посёлок), 6,7 тыс. жителей (муниципалитет) на 2001 год. Занимает площадь 110,30 км².
Покровителем города считается Дева Мария.
Праздник города — 3 июля.

## Расположение
| mapas.sapo.pt Архивная копия от 19 апреля 2008 на Wayback Machine |

Посёлок расположен в 37 км на запад от адм. центра округа города Понта-Делгада на южном берегу острова Сан-Мигел.
Муниципалитет граничит:
- на севере — муниципалитет Рибейра-Гранде, Нордеште
- на востоке — Атлантический океан
- на юге — Атлантический океан
- на западе — муниципалитет Вила-Франка-ду-Кампу

## История
Посёлок основан в 1839 году.

## Население
| Численность населения муниципалитета по годам | Численность населения муниципалитета по годам | Численность населения муниципалитета по годам | Численность населения муниципалитета по годам | Численность населения муниципалитета по годам | Численность населения муниципалитета по годам | Численность населения муниципалитета по годам | Численность населения муниципалитета по годам |
| --------------------------------------------- | --------------------------------------------- | --------------------------------------------- | --------------------------------------------- | --------------------------------------------- | --------------------------------------------- | --------------------------------------------- | --------------------------------------------- |
| 1849                                          | 1900                                          | 1930                                          | 1960                                          | 1981                                          | 1991                                          | 2001                                          | 2004                                          |
| 10 558                                        | 11 087                                        | 12 318                                        | 15 064                                        | 8458                                          | 7323                                          | 6726                                          | 6696                                          |

## Состав муниципалитета
В муниципалитет входят следующие районы:
- Файал-да-Терра
- Фурнаш
- Носса-Сеньора-душ-Ремедиуш
- Повоасан
- Рибейра-Кенте
- Агуа-Реторта